# Азиатский чемпионат Формулы-3
Азиатский чемпионат Формулы-3 (англ. F3 Asian Championship) — Региональная гоночная серия класса «Формула-3», основанная в 2018 году.

## История
В 2017 году всемирный совет FIA утвердил создание нового международного чемпионата ФИА Формула-3 и заодно утвердил концепцию региональных чемпионатов Формулы-3. В январе 2018 года было объявлено, что в Азии пройдёт новый чемпионат по регламенту Формулы-3, санкционированный FIA, таким образом став вторым региональным чемпионатом Формулы-3, после американского. Промоутером стала шанхайская компания TopSpeed, которая организует множество автоспортивных мероприятий по всей Азии. Вместе с остальными региональными чемпионатами, такими как Региональный европейский чемпионат Формулы и Региональный американский чемпионат Формулы, они образуют ступень между национальными чемпионатами Формулы-4 и международным чемпионатом ФИА Формула-3.

## Регламент

### Болид
Шасси: используется шасси из углепластикового монокока производства итальянской компании Tatuus под названием F3 T-318 и прошедшее омологацию FIA для участия в гонках класса Формула-3. Болид имеет массу равную 665 кг вместе с пилотом и оснащён устройством безопасности «Halo». Такое же шасси используется в Формуле региональном европейском чемпионате и в чемпионате W Series.
Двигатель: Alfa Romeo I4 с турбонаддувом объёмом 1,75 литров c максимальной мощностью 270 л. с. при 6000 об/мин и максимальным крутящим моментом 350 н·м при 4500 об/мин. Подготовкой и поддержкой двигателей занимается Autotecnica. За сезон разрешено использовать только два двигателя, включая тесты. За замену двигателя полагается штраф в виде потери 10 позиций на стартовой решётке в следующей гонке.
Коробка передач: секвентальная шестиступенчатая коробка передач, разработанная компанией Sadev.
Шины: Единственным поставщиком шин является сингапурская компания Giti Tire. За уик-энд разрешено использовать два комплекта шин для сухой погоды и один комплект шин для влажной погоды в случае необходимости.
Подвеска: Передняя и задняя — двойные поперечные рычаги с толкателями.
Другие составляющие: Электронный блок управления двигателем Magneti Marelli SRG 140, Brembo поставляет тормозные системы, O.Z. поставляет алюминиевые колёсные диски.

### Гоночный уик-энд
Гоночный уик-энд состоит из одной тренировки длительностью 30 минут, двух квалификаций, длительностью 15 минут и трёх гонок, длительностью 30 минут.
В первый день проводится тренировка. Затем проводятся квалификационные сессии. По результатам первой квалификации определяется стартовая решётка первой гонки, по результатам второй сессии определяется стартовая решётка третьей гонки. Стартовая решётка второй гонки определяется по порядку быстрых кругов пилотов, которые они установили в первой гонке.
Если квалификационное время круга пилота не входит в 110 % времени поул-позиции, то пилот не допускается на старт гонки. Для участия в гонке пилот обязан участвовать в тренировочной сессии.

### Система начисления очков
В чемпионате применяется стандартная система начисления очков, принятая в Формуле-1. Никаких дополнительных очков за поул-позицию и быстрые круги не начисляются. Также существуют отдельные зачёты среди пилотов, выступающих в статусе «мастер» и «новичок». Командный чемпионский титул присуждается команде, набравшей наибольшее количество очков за все этапы сезона, при этом учитываются результаты только двух лучших гонщиков из пяти возможных в команде.
| Система начисления очков | Система начисления очков | Система начисления очков | Система начисления очков | Система начисления очков | Система начисления очков | Система начисления очков | Система начисления очков | Система начисления очков | Система начисления очков | Система начисления очков |
| Место                    | 1                        | 2                        | 3                        | 4                        | 5                        | 6                        | 7                        | 8                        | 9                        | 10                       |
| ------------------------ | ------------------------ | ------------------------ | ------------------------ | ------------------------ | ------------------------ | ------------------------ | ------------------------ | ------------------------ | ------------------------ | ------------------------ |
| Гонка                    | 25                       | 18                       | 15                       | 12                       | 10                       | 8                        | 6                        | 4                        | 2                        | 1                        |

### Баллы к суперлицензии
Первая девятка пилотов по итогу сезона получают баллы к суперлицензии. Они начисляются согласно таблице:
| Система начисления баллов к суперлицензии | Система начисления баллов к суперлицензии | Система начисления баллов к суперлицензии | Система начисления баллов к суперлицензии | Система начисления баллов к суперлицензии | Система начисления баллов к суперлицензии | Система начисления баллов к суперлицензии | Система начисления баллов к суперлицензии | Система начисления баллов к суперлицензии |
| 1                                         | 2                                         | 3                                         | 4                                         | 5                                         | 6                                         | 7                                         | 8                                         | 9                                         |
| ----------------------------------------- | ----------------------------------------- | ----------------------------------------- | ----------------------------------------- | ----------------------------------------- | ----------------------------------------- | ----------------------------------------- | ----------------------------------------- | ----------------------------------------- |
| 18                                        | 14                                        | 12                                        | 10                                        | 6                                         | 4                                         | 3                                         | 2                                         | 1                                         |

## Трассы

### Сезон 2021
- Автодром Дубай, ОАЭ (2020—)
- Яс Марина, ОАЭ (2020—)

Источник:

### Бывшие
- Нинбо, Китай (2018)
- Шанхай, Китай (2018—2019)
- Сепанг, Малайзия (2018—2020)
- Судзука, Япония (2019)
- Бурирам, Таиланд (2019—2020)

Источник:

## Чемпионы и награды

### Личный зачёт
| Сезон   | Победитель                             | Второе место                      | Третье место                     |
| ------- | -------------------------------------- | --------------------------------- | -------------------------------- |
| 2018    | Рауль Хайман Hitech Grand Prix         | Джейк Хьюз Hitech Grand Prix      | Джейден Конрайт Absolute Racing  |
| 2019    | Юкио Сасахара Hitech Grand Prix        | Джек Дуэн Hitech Grand Prix       | Дэниэл Цао Absolute Racing       |
| 2019/20 | Джои Алдерс BlackArts Racing           | Джек Дуэн Pinnacle Motorsport     | Никита Мазепин Hitech Grand Prix |
| 2021    | Чжоу Гуаньюй Abu Dhabi Racing by Prema | Пьер-Луи Шове Pinnacle Motorsport | Джехан Дарувала Mumbai Falcons   |

| Сезон             | Победитель                    | Второе место             | Третье место                         |
| ----------------- | ----------------------------- | ------------------------ | ------------------------------------ |
| Зимняя серия 2019 | Ринус Викей Hitech Grand Prix | Йе Йифей Absolute Racing | Алессандро Гиретти Hitech Grand Prix |

### Командный зачёт
| Сезон   | Победитель                | Второе место        | Третье место        |
| ------- | ------------------------- | ------------------- | ------------------- |
| 2018    | Hitech Grand Prix         | Absolute Racing     | Super License       |
| 2019    | Hitech Grand Prix         | Absolute Racing     | BlackArts Racing    |
| 2019/20 | BlackArts Racing          | Pinnacle Motorsport | Absolute Racing     |
| 2021    | Abu Dhabi Racing by Prema | Hitech Grand Prix   | Pinnacle Motorsport |

| Сезон             | Победитель        | Второе место    | Третье место        |
| ----------------- | ----------------- | --------------- | ------------------- |
| Зимняя серия 2019 | Hitech Grand Prix | Absolute Racing | Pinnacle Motorsport |

### Кубок мастеров
| Сезон   | Победитель                   |
| ------- | ---------------------------- |
| 2018    | Инь Хай Тао Zen Motorsport   |
| 2019    | Пол Вонг 852 Challengers     |
| 2019/20 | Томас Луэди BlackArts Racing |
| 2021    | Не проводился                |

| Сезон             | Победитель                        |
| ----------------- | --------------------------------- |
| Зимняя серия 2019 | Тайроку Ямагути B-Max Racing Team |

### Кубок новичков
| Сезон | Победитель                   |
| ----- | ---------------------------- |
| 2021  | Аюму Иваса Hitech Grand Prix |

Источник: